# Topolîne, Vasîlivka
Topolîne (în ucraineană Тополине) este un sat în comuna Orleanske din raionul Vasîlivka, regiunea Zaporijjea, Ucraina.

## Demografie
Componența lingvistică a localității Topolîne
     Ucraineană (93,95%)
     Rusă (4,84%)
     Alte limbi (1,21%)
Conform recensământului din 2001, majoritatea populației localității Topolîne era vorbitoare de ucraineană (93,95%), existând în minoritate și vorbitori de rusă (4,84%).